# 시크릿 인 데어 아이즈
《시크릿 인 데어 아이즈》(영어: Secret in Their Eyes)는 2015년에 공개된 미국의 스릴러 영화이다. 빌리 레이가 감독, 각본을 맡았으며, 추이텔 에지오포, 니콜 키드먼, 줄리아 로버츠가 주연하였다. 에두아르도 사체리의 2005년 소설 "그들의 눈빛 속엔 비밀이 있다"와 이 소설에 바탕한 후안 호세 캄파넬라 감독의 2009년 영화 《엘 시크레토: 비밀의 눈동자》가 원작이다.

## 줄거리
2002년 9·11 테러 직후 로스앤젤레스. FBI 대테러 요원 레이가 테러리스트와 연루돼있다고 의심하던 한 모스크 근처 쓰레기통 안에서 한 여성의 시체가 발견된다. 이는 다름 아닌 친구인 검찰수사관 제스의 18살 딸 캐럴린.
사실 레이는 제스의 깜짝 생일 잔치를 위해 캐럴린과 만나기로 했으나 일 때문에 캐럴린을 바람맞혔고, 그로부터 바로 두 시간 후에 캐럴린이 사망한 것. 레이는 캐럴린의 죽음이 자신 탓인 것만 같아 죄책감에 휩싸인다. 제스는 도시를 떠나기로 한다.
이삿짐을 싸는 제시를 돕던 레이는 사진 한 장 속에서 캐럴린을 바라보는 한 남성을 포착하고 이를 스캐닝하여 식별 및 조사 끝에 한 사람으로 특정해낸다. 그는 바로 경찰관 레지의 대테러 조사 정보원인 앤조 마진.
범피 형사가 다저 스타디움에서 앤조를 체포한 뒤 신임 지방검사보 클레어가 그를 도발해 자백으로 이끈다. 하지만 분노한 앤조가 클레어를 공격하고 이에 맞서 레이가 앤조를 때리면서 지방검사 마틴이 앤조를 방면하고 만다. 경찰은 앤조의 승합차를 발견하지만, 대테러 조사가 차질을 빚을까봐 우려한 경찰관 레지가 증거 인멸을 위해 태워버린다.
13년 후 뉴욕 메츠 보안팀장으로 일하는 레이는 지방검사가 된 클레어, 클레어의 수석 조사관이 된 제스와 재회한다. 레이는 클레이 벡위스라는 가명 하에 살고 있는 앤조를 발견했다며 재수사를 요청한다. 클레이를 쫓는 과정에서 총격전이 벌어져 레지가 사망하고 클레이의 체포로 이어진다. 하지만 제스는 클레이는 앤조가 아니라고 하는데...

## 출연
- 추이텔 에지오포 - 레이먼드 "레이" 캐스틴 역
- 니콜 키드먼 - 클레어 슬론 역
- 줄리아 로버츠 - 제시카 "제스" 코브 역
- 딘 노리스 - 범피 윌리스 형사 역
- 마이클 켈리 - 레지널드 "레지" 시퍼트 역
- 앨프리드 몰리나 - 마틴 모랄레스 지방검사 역
- 조이 그레이엄 - 캐럴린 코브 역
- 린던 스미스 - 킷 역
- 조 콜 - 앤조 "팩 맨" 마진 / 클레이 벡위스 역
- 돈 하비 - 피에로 역
- 마크 패밀리에티 - 제이컵스 당직 경사 역
- 로스 파트리지 - 엘리스 역